# 68'erne
68'ere, 68'erne eller 68-generationen er dem der var omkring 18 til 25 år i 1968. Begrebet 68'erne sammenkædes med ungdomsoprøret og studenteroprøret, der begge havde deres højdepunkt i 1968.
68'ernes drivkraft i ungdomsoprøret og studenteroprøret var efterkrigstidens undertrykkende autoritær traditionalisme, men især afskyen mod Vietnam-krigen, derudover et skolesystem med kæft trit og retning og fysisk afstraffelse, universitetsundervisning med professorvælde og militær med 16 måneders værnepligt. Der er senere kommet kritik af 68'erne, som efter nogens mening var de første til at nyde uden først at skulle yde, som deres forældre gjorde, begreberne som solidaritet og antiracisme var ikke 68-generationens opfindelse, men noget der tilhørte tidsånden
68'erne skabte med ungdomsoprøret et kulturel nybrud, og studenteroprøret medførte mere demokrati på universiteterne, men 68'erne indførte selv adgangsbegrænsning på universiteterne efter de selv havde fået deres uddannelse på universiteterne, hvor de selv havde kæmpet for ligestilling og fri adgang.. 
68'erne startede miljøbevægelserne som for eksempel NOAH, de fik gang i debatten om energipolitikken og rettede kritik af arbejdsmiljøet med blandt andet malerrapporten
68-generationen var mangfoldig, den mest kritiske og kreative i det 20. århundrede, dette, sammenholdt med de var den største generation nogensinde, var årsagen til, at de skabte omfattende ændringer af samfundet